# Savska cesta (Záhřeb)
Savska cesta je jedna z hlavních ulic v chorvatské metropoli Záhřebu. Ulice se nachází na jihozápadním okraji města a spojuje Rooseveltovo náměstí se Sávským mostem. Je dlouhá 2,7 km.

## Historie
Ulice vznikla z původní silnice, která spojovala Záhřeb s chorvatským přímořím. Okolo ní se rozvinulo v 19. století tzv. Sávské předměstí. Na mapách prvního vojenského mapování (josefinského) je zobrazena jako Zemská silnice (německy Landesstrasse). V její ose byla vedena i železniční trať do Sisaku a Karlovace. Na mapách třetího vojenského mapování z konce 19. století již je patrná i tramvajová trať po celé délce silnice. Oblíbená byla především díky koupališti na břehu řeky Sávy. V minulosti se zde konala řada demonstrací a jiných velkých akcí, především v souvislosti s existencí studentského centra.

## Doprava
Jedná se o velmi rušnou městskou třídu se čtyřmi jízdními pruhy a tramvajovou tratí, která probíhá po celé délce ulice.

## Významné budovy
- Fakulta chemického inženýrství a technologie Záhřebské univerzity
- Technické muzeum Nikoly Tesly
- Sportovní hala Dražena Petroviće
- Studentské centrum
- Park 5. listopadu
- Základní škola Tina Ujeviće
- budova Ministerstva vnitra
- Zagrepčanka
- Pedagogická fakulta Univerzity v Záhřebu
- tiskárna novin Vjesnik[1]
- Sávský most